# Татон (царство)
Татон (бирм. သထုံခေတ်) или Тхувуннабуми (бирм. သုဝဏ္ဏဘူမိ) — государственное образование народа мон на территории современной Мьянмы.
Первые монские государственные образования представляли собой прибрежные города-государства с небольшой окружающей сельской местностью. В 832 году государство Наньчжао разгромило столицу основанного народом пью в долине реки Иравади государства Шрикшетра. В 835 году войска Наньчжао напали на монское государство Мичэнь и увели много пленных. Монские государства, объединив силы, смогли остановить наступление Наньчжао, и стали расширяться на север, на территорию бывшей Шрикшетры.
В IX—X веках моны освоили долину реки Чаусхе — главную рисовую житницу страны. Это позволило им создать экономический потенциал для объединённого государства, центром которого стал город Татон. В X—XI веках вторым центром монского государства стал приморский Пегу. По-видимому объединённая монская держава, которую индийцы и кхмеры называли Раманнадесой (рман-мон) представляла собой не аграрную империю с выходом на морские торговые пути, а союз городов-государств, в которых главной функцией была морская торговля на международных путях; внутренние сельскохозяйственные районы оставались в чисто формальной или даннической зависимости.
Тем временем в долине Иравади возникло мьянманское государство Паган. К середине XI века оно отобрало у Татона те области Шрикшетры, которые были захвачены монами после падения государства пью, а затем вышло к границам собственно монских земель. В 1049 году мьянманские войска помогли монам защитить столицу страны город Татон от кхмеров. Однако вскоре начались мьянманско-монские войны, в результате которых мьянманские войска вошли сначала в Пегу (как союзники в борьбе против горных племён, но превратившись в покорителей после окончания этой войны), а затем, в 1057 году, захватили и сам город Татон. Из Татона и Пегу было вывезено несколько тысяч монских семей, включая всю знать во главе с царём. Таким образом Паганское царство стало наследником двух культур.